# 李卫
李衛（1688年2月2日—1738年），字又玠，江南铜山（今江蘇徐州豐縣大沙河鎮李寨）人。清朝官員，以捐納出身，初為兵部員外郎，官至浙江總督、兵部尚書、直隸總督。雍正時期，與鄂爾泰、田文鏡並稱為“三大模範”。

## 生平
李衛十歲而孤，識字不多，好習武，武藝精湛，善於治盜。史載「凡盜之巢藪、火伴，訪制如繪。臨期以一錦囊付將弁，並往調教，即时擒獲。所到處江湖千里，如枕席行舟。」
康熙五十六年（1717年），入貲為兵部員外郎；康熙五十八年（1719年），遷户部郎中；康熙六十一年，直隸驛傳道；康熙六十一年-雍正二年，雲南驛鹽道。雍正元年監管理銅場。雍正二年-雍正三年，任雲南布政使兼理鹽務。
雍正三年到雍正十年，任浙江總督。雍正三年，坐都察院右副都御史銜，雍正4年起兼理兩浙鹽務，雍正五年（1727年）-雍正十年，授浙江總督管巡撫事；雍正六年-雍正七年，坐兵部右侍郎銜，雍正六年，兼管江南柒府伍州督捕事務，雍正七年-乾隆三年，坐兵部尚書銜加太子少保，雍正八年，署浙江學政，雍正十年署刑部尚書，署直隸總督；雍正十年（1732年）-乾隆三年，除直隸總督節制直隸提督等官。乾隆元年兼管直隸總河，乾隆二年賞四團龍補服。
李衛在浙江期间，雍正全面推行「攤丁入畝」。在到浙江之前，浙江巡撫曾試圖推行，因地主土豪的阻撓而作罷。他上任後，明確表示了堅定的改革決心。雍正四年（1726年）七月，他在任上制止了一些富户刻意製造的騷亂，自此「攤丁入畝」得以實施。
雍正極力稱讚李衛，甚至在奏摺上批道：「此籌是，覽而不嘉悅者，除非呆皇帝也。此時，天下督撫與朕心關切者，鄂爾泰、田文鏡、李衛三人耳」。
雍正六年，浙江總督李衛以日本招集內地人，教習弓矢技藝，製造戰船，慮為邊患，奏明：「密飭沿海文武營縣，及各口稅關員役，嚴行稽查，水師兵船不時哨巡，以為有備無患之計。」上覽奏，雍正帝諭曰：「昔聖祖(康熙)遣織造烏林達麥爾森陽為商人，往覘其國。比復命，盛言國小民巽，開洋之舉繼此而起。朕數諭閩、廣總督巡撫留意考察。聞日本近與朝鮮交親，往來無間。夫安內攘外之策，以固本防患為先。其體朕前諭無怠。」並頒諭沿海諸省防海。兩廣總督孔毓珣疏請沿海練舟師、置火器、增砲臺，並自赴廈門、虎門諸口巡察。上不欲啟外人疑懼，但令飭備而已。李衛復奏稱：「日本貿易不能遽絕，請於洋商中擇殷富老成者，立八人為商總，責其分處稽察，互相繩舉，庶免日久弊生之慮。」報可。
雍正七年（1729年）正月到九月，他偵破了一起以江寧人張云如以符咒迷惑百姓的反清復明集團，張云如與其党甘鳳池、陆同庵、蔡思济、范龙友等人被逮捕。
乾隆三年（1738年）八月，在隨乾隆帝拜謁泰陵時，突發肝病。同年十月，乾隆帝允准其解任调養。然而未及還鄉，即吐血身亡，年五十二歲。乾隆帝深為悼念，遂諭曰「李衛才猷幹練，實心辦事，宣力封疆，無少瞻顧，畿輔重地，正資料理……今聞溘逝，深為悼念。谥号敏达。

## 家庭
- 長子李星垣，乾隆元年武探花，御前二等侍衛，官至廣西右江總兵，乾隆二十九年，調兩廣總督。次年因李侍堯貪腐案牽連遭革職拿問，斬監候。
- 次子李星聚，除福建延建邵道道員官至知繁興泉永糧道督導。
- 三子李星燦，州判。
- 四子李星宿，歷任嘉興府知府、陝西同州府知府，升四川東道補授湖北督糧道。
- 五子李星福，兩江後補督閫府。
- 孫子十人：光文（福建臺灣南路參將）、光第（即墨營守府敕授武德騎尉）、光裕（太學生）、光宣（監生侯選知州）、光大（監生）、光運（監生）、光普（廣西信使督巡檢）、光本（監生）、光續（知縣）、光榮（庠生）。

## 評價
雍正曾对下属评价过李卫，首先赞赏他勇于任事，大节好；其次是批评他粗率狂纵，不注意小节。
雍正最欣賞李衛、鄂爾泰、田文鏡三人，曾語兩江總督尹繼善，謂當學此三人。尹繼善回答說：「李衛，臣學其勇，不學其粗；田文鏡，臣學其勤，不學其刻；鄂爾泰，宜學處多，然臣亦不學其愎。」

## 相關作品

### 電視連續劇
- 《江湖奇俠傳》

由於李衛的傳奇身世，他的故事在《雍正王朝》之後起，不斷被改編成為電視連續劇。
- 《雍正王朝》赵毅饰演李卫。
- 《李衛當官》[6]徐峥饰演李卫。
- 《李衛當官2》[7]徐峥饰演李卫。
- 《李衛辭官》[8]秦沛饰演李卫。
- 《宫锁珠帘》
- 《食为奴》，2014年。胡诺言饰演李卫。

### 小說
現代歷史小說《雍正皇帝》有一定筆墨描述其人。

## 延伸阅读
[在维基数据编辑]
 《清史稿·卷294》，出自趙爾巽《清史稿》

## 外部連結
- 中研院所藏許多李衛為官時的書信公文 （页面存档备份，存于）